# 陳鈍 (正統丙辰進士)
陳鈍，字斯钝，号寿斋。浙江乐清竹冈人。明朝政治人物、进士出身。

## 生平
正统元年（1436年），登进士，授行人司行人。景泰三年（1452年），出使朝鲜、日本、琉球等国。后担任吏部文选司郎中，之后辞职归乡。著有《宦游集》。天顺初年（1457年），自乐清县玉环乡竹冈（今玉环市楚门镇东西村）迁徙至乐清县城，是南郭陈氏的始迁祖。

## 家族
父陈参。
有曾孫陳璋，弘治十八年進士，官至明朝刑部左侍郎。